# Ministère de la Culture (Venezuela)
Pour les autres articles nationaux ou selon les autres juridictions, voir Ministère de la Culture.
Le ministère de la Culture ou MinCultura (Ministerio del Poder Popular para la Cultura, en espagnol, littéralement, « ministère du Pouvoir populaire pour la Culture ») est un ministère du gouvernement du Venezuela créé le 10 février 2005, et héritier du Conseil national de la Culture créé le 29 août 1975 et ayant fonctionné jusqu'en 2005. Son titulaire actuel est Ernesto Villegas depuis le 3 novembre 2017.

## Liste des ministres de la Culture

### Depuis 2005
| Image | Nom                           | Parti | Début du mandat  | Fin du mandat    |
| ----- | ----------------------------- | ----- | ---------------- | ---------------- |
|       | Ernesto Villegas              |       | 2025             |                  |
|       | Ernesto Villegas              |       | 2019             | 2025             |
|       | Ernesto Villegas              |       | 3 novembre 2017  | 2019             |
|       | Ana Alejandrina Reyes         |       | 15 juin 2017     | 3 novembre 2017  |
|       | Adán Chávez                   |       | 4 janvier 2017   | 17 juin 2017     |
|       | Freddy Ñáñez                  |       | 6 janvier 2016   | 4 janvier 2017   |
|       | Reinaldo Iturriza             |       | 2 septembre 2014 | 6 janvier 2016   |
|       | Fidel Barbarito               |       | 21 avril 2013    | 2 septembre 2014 |
|       | Pedro Calzadilla              |       | août 2011        | 2012             |
|       | Héctor Soto Castellanos       |       | 19 juin 2008     | 2011             |
|       | Francisco de Asís Sesto Novas |       | 2005             | 2008             |

### Conseil national de la Culture
| Période            | Président          |
| ------------------ | ------------------ |
| Entre 1993 et 2005 | ?                  |
| 1989 - 1993        | José Antonio Abreu |
| Avant 1989         | ?                  |